# Campionat d'Espanya de motociclisme de velocitat 1983
La temporada de 1983 del CEV, denominat oficialment Campionat d'Espanya de velocitat,  fou la 34a edició d'aquest campionat, organitzat per la Reial Federació Motociclista Espanyola. El calendari oficial constava de sis proves puntuables, celebrades entre el 6 de març i el 16 d'octubre. Dues de les proves programades es disputaren als Països Catalans: Cullera (6 de març) i Circuit de Calafat (14 d'agost).

## Classificació final

### 80cc
| Posició | Pilot                   | Motocicleta | Punts |
| ------- | ----------------------- | ----------- | ----- |
| 1       | Jorge Martínez "Aspar"  | Metrakit    | 60    |
| 2       | Daniel Mateos           | Bultaco?    | 55    |
| 3       | Champi Herreros         | ?           | 51    |
| 4       | Antonio Olmo            | ?           | 34    |
| 5       | Joaquim Galí            | Bultaco?    | 24    |
| 6       | Rafael Baquero López-Q. | ?           | 19    |
| 7       | Antonio Molina          | ?           | 18    |
| 8       | Ramon Galí              | Bultaco?    | 15    |
| 9       | Javier Ojeda            | ?           | 10    |
| 10      | José Falla              | ?           | 10    |

### 125cc
| Posició | Pilot                | Motocicleta | Punts |
| ------- | -------------------- | ----------- | ----- |
| 1       | Ricardo Tormo        | MBA         | 60    |
| 2       | Andrés Sánchez Marín | ?           | 57    |
| 3       | Toni Boronat         | ?           | 46    |
| 4       | Champi Herreros      | ?           | 36    |
| 5       | Alfonso Gasion       | ?           | 25    |
| 6       | Ángel del Pozo       | ?           | 24    |
| 7       | Ramón Pano           | ?           | 20    |
| 8       | Ramiro Blanco        | ?           | 15    |
| 9       | José María Baena     | ?           | 10    |
| 10      | Victorino Martín     | ?           | 10    |

### 250cc
| Posició | Pilot             | Motocicleta | Punts |
| ------- | ----------------- | ----------- | ----- |
| 1       | Carles Cardús     | Kobas       | 49    |
| 2       | Luis Miguel Reyes | Yamaha?     | 42    |
| 3       | Mingo Gil         | ?           | 41    |
| 4       | Joan Garriga      | Kobas?      | 34    |
| 5       | Sito Pons         | Kobas?      | 30    |
| 6       | Toni García       | Yamaha?     | 25    |
| 7       | Toni Boronat      | ?           | 17    |
| 8       | Carlos Morante    | Yamaha?     | 15    |
| 9       | Pere Xammar       | Yamaha?     | 13    |
| 10      | Rafael Fernández  | ?           | 10    |

### 500cc
| Posició | Pilot                 | Motocicleta | Punts |
| ------- | --------------------- | ----------- | ----- |
| 1       | Paco Rico             | Suzuki      | 60    |
| 2       | Carlos Morante        | Yamaha?     | 46    |
| 3       | Carlos Cubillo        | ?           | 30    |
| 4       | Nicolás Huete         | ?           | 24    |
| 5       | Carlos Griñó          | ?           | 17    |
| 6       | Carlos de San Antonio | Suzuki?     | 14    |
| 7       | Pedro Múgica          | ?           | 14    |
| 8       | Andrés Pérez Rubio    | Yamaha?     | 13    |
| 9       | José María Parra      | ?           | 11    |
| 10      | Sergio Iniesta        | ?           | 8     |

## Categories inferiors

### Trofeu Sènior 80cc
| Posició | Pilot            | Motocicleta | Punts |
| ------- | ---------------- | ----------- | ----- |
| 1       | José Giménez     | ?           | 75    |
| 2       | Vicente Pérez    | ?           | 54    |
| 3       | Carmelo Berlanga | ?           | 25    |

### Trofeu Sènior 125cc
| Posició | Pilot               | Motocicleta | Punts |
| ------- | ------------------- | ----------- | ----- |
| 1       | José Giménez        | ?           | 61    |
| 2       | Pedro Miguel Lozano | ?           | 57    |
| 3       | José Luis Hernández | ?           | 53    |

### Trofeu Sènior 250cc
| Posició | Pilot            | Motocicleta | Punts |
| ------- | ---------------- | ----------- | ----- |
| 1       | Antonio Oliveros | ?           | 60    |
| 2       | Andrés Fernández | ?           | 38    |
| 3       | Manuel Huarte    | ?           | 33    |